# Lyoni metró
A lyoni metró (francia: Métro de Lyon) egy gyorsvasúthálózat 4 vonallal, 31,8 kilométeres hálózattal és 44 állomással Franciaországban. A C vonal felsővezetékes táplálással van ellátva, míg a többi vonal harmadik sínnel.

## Története
1974-ben indult a Croix-Rousse és Croix-Paquet megállóhelyek között a fogaskerekű vasút, melyet 1978-ban C jelzéssel az akkor indult metróhálózatba integráltak. A vonal egy új megállóhelyet kapott, így az akkor három megállós szakaszon járt Hôtel de Ville - Louis Pradel állomásig. Utoljára 1984-ben hosszabbították meg, így útvonala két megállóval hosszabb lett és azóta Hénon állomás érintésével Cuire végállomásig közlekedik.
1978. május 2-án indult el hivatalosan a lyoni metróhálózat az A és B vonal indulásával. Az A vonal végállomása Perrache és Laurent Bonnevay, míg a B vonalé Charpennes és Part-Dieu volt. A B vonal 1981. szeptember 9-én Jean Macé, majd 2000. szeptember 4-én Gerland állomásig hosszabbodott, míg 2013. december 11-étől Gare d'Oullins végállomásig jár.
Franciaország első automata metrója az 1991. szeptember 4-én Gorge-de-Loup és Grange-Blanche állomások között indított, lyoni D vonal volt. Egy évvel később, 1992. december 11-étől Gare de Vénissieux (magyarul: Vénissieux vasútállomás) a végállomása. A vonal 1997. április 28-án hosszabbodott meg utoljára, nyugati végállomása Gare de Vaise (magyarul: Vaise vasútállomás) lett.

## Vonalak
| Vonal    | Útvonal                            | Átadva   | Utolsó fejlesztés | Hossz (km) | Állomások száma |
| -------- | ---------------------------------- | -------- | ----------------- | ---------- | --------------- |
|          | Perrache ↔ Vaulx en Velin La Soie  | 1978     | 2007              | 9,2        | 14              |
|          | Charpennes ↔ Gare d'Oullins        | 1978     | 2013              | 7,7        | 10              |
|          | Hôtel de Ville ↔ Cuire             | 1974     | 1984              | 2,4        | 5               |
|          | Gare de Vaise ↔ Gare de Vénissieux | 1991     | 1997              | 12,5       | 15              |
| Összesen | Összesen                           | Összesen | Összesen          | 31,8       | 44              |

## Forgalom
Az utasforgalom az elmúlt években az alábbi módon változott:
| 2016 | 198 200 000 |
| 2018 | 212 400 000 |

## Fordítás
- Ez a szócikk részben vagy egészben  a   Lyon metro című angol Wikipédia-szócikk fordításán alapul.  Az eredeti cikk szerkesztőit annak laptörténete sorolja fel. Ez a jelzés csupán a megfogalmazás eredetét és a szerzői jogokat jelzi, nem szolgál a cikkben szereplő információk forrásmegjelöléseként.